# 伊藤正 (経営者)
伊藤 正（いとう ただし、1974年3月12日）は日本の実業家である。GMOインターネット株式会社代表取締役社長執行役員。

## 来歴・人物
兵庫県出身。
1997年3月大阪経済大学経営学部卒業、インターキュー（現GMOインターネットグループ）入社。
2020年GMOインターネットグループ株式会社取締役グループ副社長執行役員グループ代表補佐。
GMOインターネットグループがインターネット広告事業などを分割し、傘下のGMOアドパートナーズに承継し、GMOインターネットグループは持株会社に移行したことに伴い、GMOアドパートナーズはGMOインターネットへ2025年1月に商号を変更した。その新会社であるGMOインターネット株式会社の代表取締役社長に就任した。
GMOインターネットグループ株式会社取締役グループ副社長執行役員を兼務している。